# Swingfly
Swingfly, de son vrai nom Ricardo DaSilva, né le 17 septembre 1969 à New York, est un rappeur américano-suédois d’origine panaméenne et trinidadienne

## Biographie
Il est né à New York, d'origine Panaméenne et Trinidadienne et possède la nationalité américaine et suédoise depuis 1991.
En 2011, il chante avec le chanteur suédois Christoffer Hiding et Beatrice Stars "Me and My Drum", de la deuxième demi-finale du Melodifestivalen 2011 il est qualifié pour la finale et se positionne en 5e du classement.